# George Cruikshank

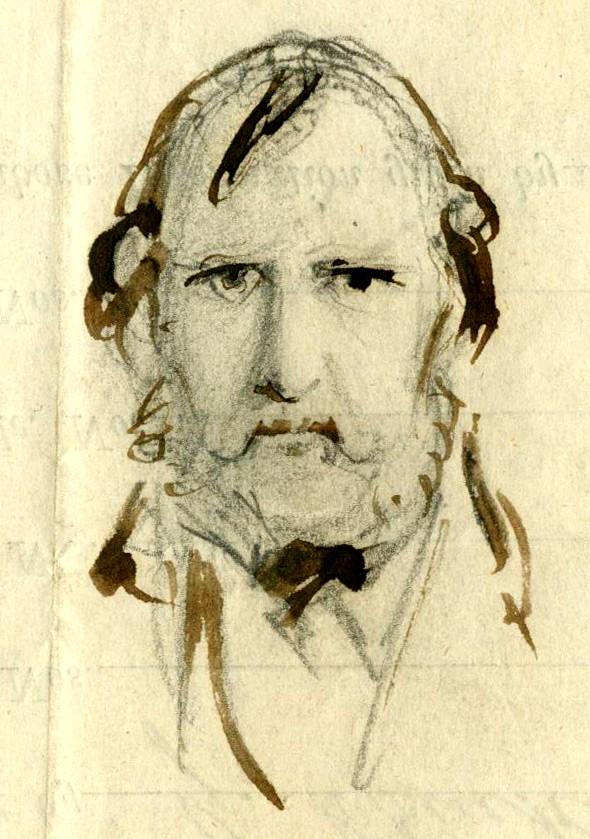
George Cruikshank – autoportret z 1858.

George Cruikshank (ur. 27 września 1792 w Londynie, zm. 1 lutego 1878, tamże) – angielski rysownik, karykaturzysta i grafik.

## Życiorys
Wzorem swojego ojca, Izaaka, zaczął od rysowania politycznych karykatur Napoleona Bonapartego oraz członków brytyjskiego rządu i rodziny królewskiej. Potem wziął się za satyrę społeczną, łącząc drwiący humor z silnym wyczuciem moralności i chęcią reform. W 1820 współpracował ze swym bratem Robertem przy publikacji Życia w Londynie, humorystycznego przeglądu szumnych zabaw półświatka z głównymi postaciami Toma i Jerry'ego. Ukazujący się co roku Almanach humoru (1835–53) George'a Cruikshanka cieszył się stałym powodzeniem u publiczności.
Do największych dokonań Cruikshanka zaliczane są ilustracje książkowe. Tworzył ryciny do dzieł wielu popularnych pisarzy, jak Walter Scott i William Harrison Ainsworth. Ilustracje do Bajek braci Grimm (1812) John Ruskin nazwał najlepszymi sztychami po Rembrandcie. Współpracował także z Karolem Dickensem. Wykonywał winiety do Skeczy Boza (1836) i Olivera Twista (1838–41). Obfitowały one w szczegóły i postacie nawiązujące do treści lub upiększające tekst. W 1871 artysta wdał się w kłótnię, ponieważ domagał się uznania autorstwa Olivera Twista.
W wieku 50 lat Cruikshank stał się abstynentem i gorliwym głosicielem antyalkoholowych reform. Do ich głoszenia wykorzystywał swą sztukę w cyklu pt. Butelka (1847) oraz wizjonerskie malowidła olejne Uwielbienie Bachusa (1860–62).

## Główne dzieła
- Zdusić Bony'ego, 1814 (British Museum, Londyn, Anglia)
- Niewygody przepełnionej przebieralni, 1818 (British Museum, Londyn, Anglia)
- Ilustracje do "Skeczy Boza" Karola Dickensa, 1836 (British Library, Charles Dickens Museum, Princeton University Library i inne zbiory)
- Ilustracje do "Olivera Twista" Karola Dickensa, 1838–41 (British Library, Charles Dickens Museum, Princeton University Library i inne zbiory)
- Uwielbienie Bachusa, 1860–62 (Tate Collection, Londyn, Anglia)
- Brytyjski ul, 1867 (Victoria & Albert Museum, Londyn, Anglia)